# Vojvodina
Vojvodina, službenim nazivom Autonomna Pokrajina Vojvodina (srp. Аутономна Покрајина Војводина, mađ. Vajdaság Autonóm Tartomány, slvč. Autonómna pokrajina Vojvodina, rum. Provincia Autonomă Voivodina, rusin. Автономна Покраїна Войводина) autonomna je pokrajina na sjeveru Republike Srbije.
Definirana je kao multietnička i multikonfesionalna teritorijalna autonomija svih svojih građana. Prostire se panonskom nizinom, s površinom od 21.506 km² na kojoj živi nešto manje od dva milijuna stanovnika. Administrativni centar i najveći grad je Novi Sad. Zemljopisno je podijeljena na Srijem, Banat i Bačku, koji su predstavljeni na grbu Vojvodine, kao i na zastavi, a koji su sa svoje strane administrativno podijeljeni u okruge (sjevernobački, južnobački, zapadnobački, sjevernobanatski, srednjobanatski, južnobanatski i srijemski okrug).

## Zemljopisni položaj Vojvodine
Vojvodina graniči na sjeveru s Mađarskom, na istoku s Rumunjskom, na jugozapadu s Bosnom i Hercegovinom, a na zapadu s Hrvatskom. Administrativnu granicu pokrajine prema Središnjoj Srbiji uglavnom čine rijeke Dunav i Sava.

## Stanovništvo
Većina stanovništva Vojvodine su danas Srbi. Srbi i Hrvati nisu bili takva većina u Kraljevini Jugoslaviji. Nakon 1945. god. je izvršeno etničko čišćenje nad njemačkom etničkom manjinom, što je bio slučaj diljem središnje i istočne Europe, i konfiskacija cjelokupne njihove vrlo bogate imovine,[nedostaje izvor] naselio slavenske narode iz pasivnih krajeva u Vojvodinu, ponajviše naseljavajući Srbe). No, kao narodnosno vrlo izmiješan teritorij, u Vojvodini žive brojni Mađari, Slovaci, Hrvati, Rumunji, Rusini, Ukrajinci i drugi narodi.
Prema popisu stanovništva iz 2002. Vojvodina je imala 2.031.992 stanovnika. Narodnosno:
- Srbi – 1,321.807 (65,05 %)
- Mađari –  290.207 (14,28 %)
- Slovaci – 56.637 (2,79 %)
- Hrvati, bez onih koji su popisani kao Bunjevci – 56.546 (2,78 %) (vidi dolje napomenu)
- Jugoslaveni – 49.881 (2,45 %)
- Crnogorci – 35.513 (1,75 %)
- Rumunji – 30.419 (1,5 %)
- Romi – 29.057 (1,43 %)
- Bunjevci – 19.766 (0,97 %)
- Rusini – 15.626 (0,77 %)
- Makedonci – 11.785 (0,58 %)
- Ukrajinci – 4635 (0,23 %)
- Muslimani – 3634 (0,18 %)
- Nijemci – 3154 (0,16 %)
- Slovenci – 2005 (0,1 %)
- Albanci – 1695 (0,08 %)
- Bugari – 1694 (0,08 %)
- Česi – 1684 (0,08 %)
- Rusi – 940 (0,05 %)
- Goranci – 606 (0,03 %)
- Bošnjaci – 417 (0,02 %)
- Vlasi – 101
- ostali – 5311 (0,26 %)
- mjesno opredijeljeni – 10.154 (0,5 %)
- neizjašnjeno – 55.016 (2,71 %)
- nepoznato – 23.774 (1,17 %)

Napomena – u službenom popisu nema stavke zbroja Hrvati + Bunjevci bilo radi službene politike Srbije, bilo radi samih ljudi koji se tako izjašnjavaju. Na sličan način iako više ne postoji država Jugoslavija, pojedinci se i dalje tako izjašnjavaju. Slijedi demografska povijest Vojvodine, koja također razvidno oslikava ovu problematiku.
Prema popisu stanovništva iz 2011. Vojvodina je imala 1.931.809 stanovnika. Narodnosno:
- Srbi – 1.289.635 (66,76 %)
- Mađari –  251.136 (13,00 %)
- Slovaci – 50.321 (2,60 %)
- Hrvati – 47.033 (2,43 %)
- Romi – 42.391 (2,19 %)
- Rumunji – 25.410 (1,32 %)
- Crnogorci – 22.141 (1,15 %)
- Bunjevci – 16.469 (0,85 %)
- Rusini – 13.928 (0,72 %)
- Jugoslaveni – 12.176 (0,63 %)
- Makedonci – 10.392 (0,54 %)
- Ukrajinci – 4202 (0,22 %)
- Muslimani – 3360 (0,17 %)
- Nijemci – 3272 (0,17 %)
- Albanci – 2251 (0,12 %)
- Slovenci – 1815 (0,09 %)
- Bugari – 1489 (0,08 %)
- Goranci – 1179 (0,06 %)
- Rusi – 1173 (0,06 %)
- Bošnjaci – 780 (0,04 %)
- Vlasi – 170 (0,01 %)
- ostali – 6710 (0,35 %)
- mjesno opredijeljeni – 28.567 (1,48 %)

- neizjašnjeno – 81.018 (4,19 %)
- nepoznato – 14.791 (0,77 %)

### Demografska povijest
Prema popisu stanovništva iz 1981. Vojvodina je imala 2.034.772 stanovnika, od čega su Srbi činili 54,4 %, Mađari 18,9 %, Hrvati 5,4 %, Slovaci 3,4 %, Rumunji 2,3 %, Crnogorci 2,1 %, Rusini 0,9 % i drugi.
Prema popisu stanovništva iz 1991. broj stanovnika Vojvodine se smanjio na 2.012.517, uglavnom zbog niskog nataliteta. Tada je etnički sastav bio sljedeći: Srbi 57,2 %, Mađari 16,9 %, Hrvati, 3,7 %, Slovaci 3,2 %, Crnogorci 2,2 % i drugi.

## Pravno ustrojstvo AP Vojvodine
Najviši pravni akt u Vojvodini je Statut pokrajine (iznad kojeg je Ustav Republike Srbije), no uskoro se očekuje donošenje Osnovnog zakona AP Vojvodine. Najviše zakonodavno tijelo je Skupština, u koju se slobodnim izborima bira 120 zastupnika i u kojoj su ravnopravni svi službeni jezici (zahvaljujući simultanim prevoditeljskim službama). Do usvajanja novog Statuta 14. prosinca 2009., najviše izvršno tijelo je bilo Izvršno vijeće, koje je preimenovano u pokrajinsku Vladu na čijem čelu je Predsjednik, a koju čine pokrajinski sekretari.
AP Vojvodina je članica Vijeća europskih regija pri Parlamentu EU, kao prva, i zasad jedina, regija koja je postala članica, a da matična država nije u tom trenutku bila član EU ili Vijeća Europe. Također, suosnivač je i Regionalnog vijeća euroregije DKMT (Dunav-Kereš-Moriš-Tisa), koji okuplja i nekoliko županija iz Mađarske i Rumunjske, te čiji je zadatak da se međusobno pomažu u regionalnom gospodarskom, kulturnom i ekološkom razvoju, kao i da zajednički nastupaju na teritoriju EU.
U Vojvodini je službeno šest jezika: srpski (ćirilično pismo uz latinično), mađarski (latinica), hrvatski (latinica), slovački (latinica), rumunjski (latinica) i rusinski (ćirilica). Izvršno vijeće je osnivač i izdavač novina na službenim jezicima i to: Дневник (Dnevnik) na srpskom jeziku i Magyar Szó (Mađarska riječ) na mađarskom su dnevne novine, a tjednici su Hrvatska riječ (na hrvatskom), Hlas Ľudu (Glas naroda na slovačkom), Libertatea (Sloboda na rumunjskom) i Руске слово (Rusinska riječ na rusinskom). Zavode za kulturu u Vojvodini imaju ovi narodi: Hrvati (sjedište u Subotici), Mađari (Vajdasági Magyar Művelődési Intézet, sjedište u Senti), Rumunji (Institutul de Culturã al Românilor din Voivodina, sjedište u Zrenjaninu), Rusini (Zavod za kulturu voйvodяnskih Rusnacoh, sjedište u Novom Sadu) i Slovaci (Ústav pre kultúru vojvodinských Slovákov, sjedište u Novom Sadu).
Radi zaštite prava nacionalnih manjina, dana 10. srpnja 2013. kreirano je Pokrajinsko vijeće nacionalnih zajednica.
Prema popisu stanovništva iz 2011. godine, etnički sastav stanovništva Vojvodine bio je sljedeći: Srbi (66,76 %), Mađari (13 %), Slovaci (2,60 %), Hrvati (2,43 %), i drugi.
Osim većinskih Srba, u Vojvodini živi preko 25 nacionalnih ili etničkih zajednica, koje, sve zajedno, čine oko 35 % vojvođanskog stanovništva.

## Povijest

### Opći pregled
Područje Vojvodine je naseljeno prije oko 50.000 godina. Uz arheološke lokalitete (Gomolava kod Hrtkovaca, rimsko i hazarsko naselje kod Čelareva, rimski grad Sirmium (Srijemska Mitrovica) i mnogi drugi), Vojvodinu krase i brojni pravoslavni samostani, posebno na Fruškoj Gori zbog čega je i nazvana Srpska Sveta Gora, kao i vojne utvrde od rimskog doba do današnjih dana, od kojih je najljepša i najočuvanija Petrovaradinska tvrđava, izgrađena 1692. godine. Uz nju se nalazi i mjesto poznate bitke Vezirac, gdje je austrijska vojska pod vodstvom Eugena Savojskog pobijedila tursku vojsku pod vodstvom Damad-Ali Paše zahvaljujući čudu pripisanom Djevici Mariji, kada je 5. kolovoza 1716. tursku vojsku zameo snijeg, i kako su bili nepripremljeni, lako su pobijeđeni. Na tom se mjestu uzdiže crkva Marije Sniježne/Snežne koja je jedinstvena u Vojvodini jer ima i pravoslavni i katolički oltar te se u njoj održavaju i mise i liturgije. Nedaleko odatle se nalaze i Srijemski Karlovci, nekada centar srpske kulture i duhovnosti u Austro-Ugarskoj Monarhiji i neko vrijeme sjedište srpske patrijaršije.
U povijesti su područjem Vojvodine vladale mnoge države: Dacija, Rimsko Carstvo, Hunsko Carstvo, Avarski Kanat, Kraljevstvo Gepida, Franačka, Panonska Hrvatska, Velika Moravska, Bizant, Bugarska, Mađarska, Osmansko (Tursko) Carstvo, Austrija, Austro-Ugarska, Država Slovenaca, Hrvata i Srba. Od 1918. godine Vojvodina je dio Kraljevstva Srba, Hrvata i Slovenaca.
Ime "Vojvodina" na srpskom jeziku označava područje kojim upravlja vojvoda. Povijesno ime Vojvodine je bilo Srpska Vojvodina, ali zbog toga što je Vojvodina danas dio Srbije izgubila se potreba za odrednicom "srpska". U srpskom jeziku se koriste još dvije varijante imena Vojvodine, a to su: vojvodovina i vojvodstvo. Zadnja riječ je istovjetna poljskoj riječi wojewodztwo, što bi se na hrvatski moglo prevesti kao "pokrajina".
Prije rimskog osvajanja, Vojvodinu su nastanjivala ilirska, tračka i keltska plemena. Od ilirskih plemena treba spomenuti Panonce, po kojima je dobila ime rimska pokrajina Panonija. Rimljani su ovladali ovim područjem u prvom stoljeću prije Krista. Šeste godine poslije Krista, ilirska plemena s ovog područja su podigla veliki ustanak protiv rimske vlasti. Vođe ovog ustanka bili su Baton i Pines. Oni bi ujedno bili i prvi poznati Vojvođani zabilježeni u povijesti.
U antičko doba današnja se Vojvodina sastojala od dviju geopolitičkih cjelina. Područje Srijema bilo je unutar granice Rimskoga Carstva, dok su krajevi sjeverno od Dunava, tj. današnji Bačka i Banat, bili izvan tih granica.
Sirmijum (današnja Srijemska Mitrovica) je bio vrlo važan rimski grad. Bio je to glavni grad rimske pokrajine Panonije i jedan od četiri glavna grada Rimskog Carstva. U Sirmiumu ili njegovoj okolici rođeno je šest rimskih careva: Decije (249. – 251.), Aurelijan (270. – 275.), Prob (276. – 282.), Maksimilijan Herkulije (285. – 310.), Konstancije II. (337. – 361.) i Gracijan (367. – 383.). Ovi carevi su po podrijetlu bili romanizirani Iliri.
Slavenska plemena su naselila područje Vojvodine u šestom i sedmom stoljeću. Među ovim slavenskim doseljenicima nalazili su se i Hrvati i Srbi, a ostala slavenska plemena za koja se zna da su živjela na području Vojvodine bila su: Bodrići, Severani i Braničevci.
U 6. stoljeću je na području Srijema postojala bizantska pokrajina Panonija, čiji je glavni grad bio Sirmijum.
U 9. stoljeću cijeli Srijem je kratkotrajno bio dio države Ljudevita Posavskog (Posavske Hrvatske), koju podvrgavaju Franci čineći iz nje vazalnu državu, no sa smanjenim granicama, naime istočni dio Srijema su zauzeli Bugari. Ostatak teritorija Vojvodine je bio dio Bugarske. Bugarski vojvoda Salan je vladao na području Bačke, a glavni grad njegove vojvodine je bio Titel. Drugi bugarski vojvoda koji je vladao Banatom zvao se Glad. Njegova rezidencija se nalazila u gradu Vidinu na teritoriju današnje Bugarske. Gladov potomak je bio banatski vojvoda Ahtum, posljednji vladar koji se suprotstavio uspostavljanju neposredne vlasti Ugarskog Kraljevstva. Ahtum je bio pravoslavni kršćanin.
U jedanaestom stoljeću na područjima istočnog i srednjeg Srijema vladao je Sermon, vazal makedonskog cara Samuila. Sermon je kovao svoje zlatnike na području današnje Srijemske Mitrovice. Nakon što je Bizant porazio Samuila, Sermon je uhvaćen i ubijen jer se nije htio pokoriti novoj vlasti.
Ugarska osvaja ovo područje od početka 10. stoljeća. Bačka pada pod mađarsku vlast u desetom stoljeću, nakon što su Mađari porazili Salana. Banat dolazi pod ugarsku vlast u jedanaestom stoljeću, poslije Ahtumova poraza, a istočni Srijem tek u dvanaestom stoljeću, kada ga Ugarska osvaja od Bizanta. Prije mađarskog osvajanja, na teritoriju istočnog Srijema je postojala bizantska tema, srijemska tema. Zapadni Srijem je bio dio hrvatske Kraljevine Slavonije koja se širila prema grad Mitrovicu, da bi ga obuhvatila u dvanaestom stoljeću.
U prvoj polovici 15. stoljeća, neki gradovi i mjesta na području današnje Vojvodine su čak bili u posjedu srpskih despota, vazala ugarskih kraljeva: Stefana Lazarevića i Đurđa Brankovića.

### Tursko doba
Srbi na području Vojvodine nisu bili dio starosjediteljskog stanovništva već su se počeli doseljavati tek od 14. stoljeća. Radi turskih osvajanja njihov broj se sve više i više povećavao. Radi zbjegova mađarskog i hrvatskog stanovništva ugarski kraljevi su na to područje naseljavali Srbe. Nakon što su Turci osvojili istočnohrvatska područja u Srijemu tijekom prve polovice 16. stoljeća, u kojem su u ono vrijeme živjeli Hrvati, Mađari i Srbi, dolazi do još jednog vala demografskih promjena. Dio srijemskih Hrvata se preselio na zapad ili na sjever, u krajeve izvan dosega izravne ratne ugroze. Drugi dio Hrvata nije ostao odan kršćanstvu, nego je prešao na islam tijekom stoljeća vladanja turske vlasti. Dio tih Hrvata koji se nisu poslije rekristijanizirali, poslije je oblikovao novi etnicitet kojeg je formirao vjerski identitet. Treći dio srijemskih Hrvata je ostao i uspio se očuvati, odoljevši svim vjerskim i asimilacijskim pritiscima. Oni su se nalazili oko današnjih naselja: Erdevika, Golubinaca, Kamenice, Karlovaca, Mitrovice, Morovića, Petrovaradina, Rume i Slankamena. Četvrti i peti dio Hrvata čini onaj dio Hrvata koji je uspio opstati, a da se pritom nije islamizirao i da je ostao vjeran kršćanstvu, ali nije ostao uz katoličanstvo, male su zajednice koje su prešle na kalvinizam: u Grgurevcima, Karlovcima i Petrovaradinu odnosno zajednice Hrvata koje su prešle na pravoslavlje: u Dobrincima, Golubincima, Manđelosu,  Velikoj Remeti i Vognju. Za ove dvije zadnje kršćanske zajednice situacija je bila povoljnija, jer nisu pripadale vjeri neposrednih susjednih država s kojima je Osmansko Carstvo često bilo u ratu: katoličanstvu (Hrvatsko-Ugarska, Habsburška Monarhija, Mletačka Republika, Poljska), a pripadale su državama i narodima koje su bile osmanski saveznici, jer su te države bile neprijatelji njihovih neprijatelja.
Poslije turskog osvajanja Srbije (1459. godine), srpski titularni despoti su nastavili upravljati svojim barunskim prodručjima na teritoriju Vojvodine i dijelova Slavonije sve do 1535. godine. Tijekom ovog razdoblja dolazi do prvog masovnog srpskog naseljavanja Vojvodine gdje dolazi srpsko stanovništvo koje ne želi živjeti pod otomanskom okupacijom.
Poslije Mohačke bitke (1526. godine) i pada Banata (1552. godine), cjelokupni teritorij današnje Vojvodine potpada pod tursku vlast. Ubrzo poslije Mohačke bitke, na povijesnu scenu stupa samozvani srpski car, Ivan Crni. Prije te bitke on je bio vođa grupe srpskih plaćenika i nakon nje on iskorištava anarhiju u Ugarskoj kako bi osvojio područje današnje Vojvodine. Njegova "država" je obuhvaćala Bačku, dio Banata i maleni dio današnjeg srpskog Srijema. Iako je njegova država i vladavina trajala samo 10 mjeseci on je vremenom postao legendarna ličnost. Srpski povjesničari ga smatraju začetnikom današnje Vojvodine, a u Subotici mu je podignut spomenik s natpisom: "Tvoja je misao pobijedila" (njegova misao je današnja Vojvodina).
Nakon turskih osvajanja u 17. stoljeću na područje Vojvodine se naseljavaju hrvatsko pleme Bunjevci. Oni se naseljavaju oko Dunava i u području znanom kao "Bajski trokut" na području današnje Mađarske te na području Subotice i Sombora s druge strane sadašnje granice. Hrvati se također naseljavaju i oko Pečuha u Baranji. Izbjegli Hrvati pojačavaju udjel starosjediteljskog hrvatskog pučanstva.
Tijekom turske vladavine, Hrvati, Mađari i Srbi su uglavnom živjeli u selima, dok je gradsko stanovništvo pretežno bilo muslimansko. Na području Banata postojala je turska pokrajina nazvana Temišvarski elajet, dok su se na teritoriji Srijema i Bačke nalazili Srijemski i Segedinski sandžak. Srbi u Banatu su podigli veliki ustanak protiv turske vlasti 1594. godine.

### Vrijeme naseljavanja i seoba
Poslije Karlovačkog (1699.) i Požarevačkog mira (1718.), teritorij Vojvodine dolazi pod austrijsku vlast. Južni dijelovi današnje Vojvodine su uključeni u vojnu granicu, dok je Banat bio zasebna austrijska pokrajina između 1718. i 1778. godine. Iz ovog razdoblja su poznate i dvije velike seobe Srba u Austrijsko Carstvo (1690. i 1739. godine). Srbima je tada priznato pravo na posebno vojvodstvo, odnosno teritorijalnu autonomiju na području Ugarske. Međutim radi nesuglasica u ovlasti austrijskog cara koji je ujedno bio i ugarski kralj ovo je pravo ostvareno tek u revoluciji 1848. – 1849. godine.
Tokom Rakocijevog ustanka (između 1703. i 1711. godine), Vojvodina je bila poprište krvavog rata između mađarskih ustanika i Srba, koji su se borili na strani Austrijskog Carstva. U ovom ratu su osobito stradali Srbi u Bačkoj. Rakocijevi ustanici su spaljivali srpska sela, a Srbe tjerali u progonstvo. Glavni zapovjednik vojnih odreda koji su se borili protiv Srba u Bačkoj, Darvaš, je zapisao: "Sva velika mjesta Rascije i s ove i s one strane Dunava i Tise popalili smo".
Za vrijeme turske vladavine stanovništvo Vojvodine su činili pretežno Hrvati i Srbi, s malo muslimanskog stanovništva po gradovima. Za vrijeme austrijske vlasti, regija je planski naseljavana, najprije njemačkim, nizozemskim i mađarskim stanovništvom, a zatim i drugim, pretežno slavenskim pukom. Zbog ove kolonizacije Vojvodina je postala jedna od etnički najmješovitijih regija Europe. Međutim, bilo je i iseljavanja iz Vojvodine: poslije ukidanja Potisko-Pomoriške vojne granice, Srbi iz bačkog Potisja su se odselili u Rusiju (1752. godine), a na to područje se doseljavaju Mađari. Osobito mnogo Mađara doselilo se poslije 1867. godine, kada je Ugarska dobila autonomiju u okviru Habsburškog Carstva. 1690. godine se na teritorij tadašnje vojne granice doseljavaju Srbi i Makedonci koji bježe od turske odmazde na Kosovu, južnoj Srbiji i Makedoniji. Pod vođstvom patrijarha srpskog Arsenija III Čarnojevića dobivaju od austrijskog dvora dozvolu za naseljavanje i dobivaju čak i zemlju, ali pod uvjetom da budu graničari. Naseljavaju se najprije na jugu Bačke i u sjevernom Srijemu, a nakon toga i u južnom Banatu. Ubrzo potom, 1745. godine, sa sjevera i sjeveroistoka monarhije doseljavaju se Slovaci protestanti, koji su trbuhom za kruhom došli na donju zemlju, usto i bježeći od progona većinskog katoličkog puka, pretežno češkog, a zatim i Rusini iz potkarpatske regije. Povlačenjem vojne granice na Savu i Dunav velik broj Srba se seli u južni Srijem.
Između šesnaestog i devetnaestog stoljeća, dok je uža Srbija bila pod turskom okupacijom Vojvodina je postala kulturno središte srpskog naroda. Posebno značajni kulturni centri bili su: Srijemski Karlovci, Novi Sad i fruškogorski manastiri (samostani). U prvoj polovici devetnaestog stoljeća Novi Sad je bio najveći srpski grad (oko 1820. Novi Sad je imao 20,000 stanovnika, od kojih su dvije trećine bili Srbi).

### Početci autonomije
U 19. stoljeću, kada Europu potresaju revolucije, i u južnoj Ugarskoj dolazi do sličnih događaja.
Ističući pravo srpskoga naroda u Austriji i Ugarskoj na autonomni politički i kulturni razvoj 15. V. 1848. Narodna skupština u Karlovcima odlučila je od Srijemske županije, Vojne krajine u Srijemu, Baranje i Bačke s bečejskim i šajkaškim okruzima, te Banatom s Vojnom krajinom i kikindskim okrugom proglasiti Srpskom Vojvodinom. Također je proklamiran savez Srpske Vojvodine s Kraljevinom Hrvatskom, Slavonijom i Dalmacijom. Vojvodinom je trebao upravljati srpski vojvoda kojega će birati Zemaljski sabor u Zagrebu. Za vojvodu je izabran Stevan Šupljikac, Karlovačka mitropolija je uzdignuta na stupanj patrijaršije, a tadašnji mitropolit, Josif Rajačić, proglašen je za srpskog patrijarha. Izabran je narodni odbor kao privremena vlada Vojvodine.
Mađarska vlada je cijeli pokret srpskog naroda proglasila buntovničkim i odlučila slomiti ga vojno. Srbi su pružili energični otpor i u današnjoj Vojvodini je bjesnio pravi rat. Vojvođanskim Srbima došli su u pomoć dobrovoljci iz Kneževine Srbije, na čelu s vojvodom Stevanom Knićaninom. Nepopustljivost mađarske vlade iskoristilo je srpsko vodstvo na čelu s patrijarhom Rajačićem. Kad je austrijski car proglasio Mađare buntovnicima, srpske trupe iz Vojvodine uključile su se u carsku vojsku i sudjelovale su u gušenju revolucije u Mađarskoj.
Centralistički austrijski ustav od 4. ožujka 1849. potvrdio je osnivanje Srpskog Vojvodstva i Tamiškoga Banata (Landesregierungsblatt für Die serbische Wojwodschaft und das Temeser Banat) koje je obuhvaćalo Bodrošku, Torontalsku, Tamišku i Krašovsku županiju i Rumski i Iločki okrug Srijemske županije. Vojvodstvo je dobilo status posebnog upravnog područja pod upravom pokrajinske vlasti bečkog ministarstva. Carskim patentom od 18. studenog 1849. austrijski car svojem naslovu dodao je i titulu velikog vojvode. Premda formalno autonomno, Srpsko Vojvodstvo je pod neposrednim nadzorom Austrije, njime upravlja austrijski guverner sa sjedištem u Temišvaru, službeni jezik mu je njemački. Sa stajališta austrijskoga dvora u Srpskom Vojvodstvu govore se službeno njemački i ilirski jezik. Austrija je 27. prosinca 1860. ukinula Srpsko Vojvodstvo, a njegova područja priključila Ugarskoj.
Austro-ugarskom nagodbom (1867.) i Hrvatsko-ugarskom nagodbom (1868.) ojačao je položaj Ugarske. Područje Banata i Bačke stavljeno je pod upravu Ugarske, dok je Srijem pripao Austriji i pod upravom je Hrvatske.
Poslije ukidanja Srpskog Vojvodstva, na političku scenu Vojvodine stupa Svetozar Miletić, politički vođa vojvođanskih Srba, koji je zbog svoje borbe za prava srpskog i drugih nemađarskih naroda tadašnje Ugarske uhićen i poslan na robiju.

### Kraljevina SHS i Jugoslavija
Godine 1918., na Velikoj skupštini Srba, Bunjevaca i drugih Slavena Banata, Bačke i Baranje, održanoj 25. i 26. studenog u Novom Sadu, donosi se odluka o prisajedinjenju Vojvodine kraljevini Srbiji iako je već oprije bila dio Države SHS. Ta je odluka bila jedan od pritisaka na ostale južne Slavene i poslužila je kao vrlo efektivna prijetnja prilikom promjene Naputka u Adresu, kojim su dane veće ovlasti srpskom kralju. Skupštinu je činilo 757 zastupnika, od tog broja 578 Srba, 84 Bunjevaca, 62 Slovaka, 21 Rusin, 6 Nijemaca, 3 Šokca, 2 Hrvata, i 1 Mađar. Interesantno je primijetiti da tijekom ove skupštine koje se održavala u doba srpske okupacije Srbi su tek drugi narod po veličini na ovom području, a imaju 3/4 glasova u skupštini.
Dana 1. prosinca 1918. kao dio Srbije pristupila novoosnovanoj Kraljevini Srba, Hrvata i Slovenaca. Vojvodina bi bila veća, da Nikola Pašić nije prepustio Bajski trokut Mađarskoj državi, jer "njemu nisu potrebni toliki Katolici". Većinsko stanovništvo Bajskog trokuta činili su Hrvati.Ista je stvar bila i s gradom Pečuhom i većim djelom Baranje. Unatoč hrvatskoj većini, taj je kraj ostavljen Madjarskoj. Dio Baranje koji je pripao Kraljevini SHS iako je također imao hrvatsku većinu i nalazio se u gospodarskom dosegu Osijeka prepušten je Vojvodini. Da nije bilo upornih hrvatskih političara na Versailleskoj konferenciji, sudbinu Bajskog trokuta bi dijelili i grad Subotica (u kojoj su Hrvati bili većina od 15. st. do 1970-ih godina) i današnja hrvatska Baranja. Kolonizacija koja je slijedila je naseljavala Srbe iz "manje razvijenih krajeva" monarhije kao što su Lika, Bosna, Crna Gora i Makedonija.
Bačka, Banat i Baranja imale su isti financijsko-pravni i porezni sustav kao Hrvatska i Slavonija (Srijem) do 1928. godine. Kao temeljno građansko zemaljsko pravo korišteno je Tripartitno pravo (zajedno s Međimurjem i Prekmurjem), a ova su područja kao i Slovenija jedina su imala dohodarinu i dohodovni porez. Vlast je smišljeno iskorištavala prethodno navedena područja kako bi iz njih crpla ogromnu imovinsku korist. Vladala je ogromna činovnička samovolja Tek od 1928. u državi postoji jedinstvo poreznih propisa, omjer od 90 % zaposlenih Srba u svim činovničkim službama, pošti (80 %), vojsci ne mijenja se.
Kraljevom Uredbom o podjeli zemlje na oblasti iz 1922. područje koje se danas zove Vojvodina podijeljeno je na tri oblasti. Oblast sa sjedištem u Novome Sadu obuhvaćala je južnu Baranju, zapadnu i središnju Bačku. Oblast sa sjedištem u Beogradu obuhvaćala je istočnu Bačku, sjeverni i jugozapadni Banat te nešto prostora do rijeke Kolubare. Oblast sa sjedištem u Smederevom obuhvaćala je jugoistočni Banat te sjedištu istoimeni okrug.
Oblasna samouprava (Oblasna skupština, Oblasni odbor – izvršno tijelo) uspostavljena je tek u veljači 1927., ukinuta je 1929. Veliki župani pojedinih oblasti imenovani od veljače 1924. do veljače 1927.
Kralj Aleksandar I. 1929. godine raspušta parlament i donosi takozvani oktroirani ustav kojim sebi daje ogromnu vlast, preimenuje državu u kraljevinu Jugoslaviju i dijeli je na banovine.
Zakonom o nazivu i podjeli Kraljevine na upravna područja iz 1929. oformljena je među ostalim i Dunavska banovina koja je iz razloga stvaranja nacionalne većine po mjeri vladajuće nacionalne buržoazije stvorena od prethodne tri oblasti bez zapadnoga i manjega dijela središnjega Srijema (iako je do tada Srijem bio posebna oblast), ali s gotovo cijelom Šumadijom, osim Uprave grada Beograda, sve do Kraljeva i Čačka, uključivala je zapadni dio Požarevačke oblasti kao i značajan dio Kragujevačke oblasti.
Godine 1931. dodatno je proširen opseg Dunavske banovine na gotovo cijeli Srijem, izuzev krajnjega zapadnoga dijela koji se i danas nalazi u Hrvatskoj (osim sela Jamena).
Stanovništo Dunavske banovine prema narodnosti bilo je sljedeće: Hrvati i Srbi (56,9 %), Mađari (18,2 %), Nijemci (16,3 %). Srpski hegemonisti u vlasti su pokušali izmijeniti nacionalni sastav pokrajine Bačke tako da bi krajeve gdje nije bilo Srba ili gdje su bili manjina pretvorili u većinski srpske te tako nacionalizirali pokrjinu. U Bačkoj su vlasti podigle između 1918. i 1941. godine veći broj kolonija koje su nastanjavale obitelji srpskih dobrovoljaca. Kolonije su smjestile oko naselja Rastine, Alekse Šantića, dijela Novog Žednika i Vajske, Mišićeva, Velebita, Rastina, Novi Žednik (dio) te drugih naselja.
Nakon stvaranja Banovine Hrvatske zapadni i središnji Srijem su ušli u sastav Dunavske banovine. Ostatak Vojvodine je trebao biti autonoman, no to je spriječio drugi svjetski rat. Raspadom Kraljevine Jugoslavije Vojvodina je podijeljena između njemačkih okupacijskih vlasti (Banat), Hortijeve Mađarske (Bačka) i NDH (Srijem).
Banat je predstavljao posebnu autonomnu oblast kojom je upravljala njemačka nacionalna manjina iako je formalno i dalje bio dio Srpske države (1941. – 1944.).
Od početka Narodnooslobodilačke borbe do studenoga 1943. Vojvodina se označavala kao moguća republika unutar buduće socijalističke Jugoslavije. Glavni štab Hrvatske imao je nadzor nad Narodnooslobodilačkim pokretom Srijema do 1943., jer se područje Srijema trebalo vratiti pod nadležnost Hrvatske; poslije nad ovim pokretom nadležnost preuzima Glavni štab Vojvodine.
Vojvodina je tijekom Narodnooslobodilačke borbe, s ustrojenim Pokrajinskim narodnooslobodilačkim odborom (od studenoga 1943.), dobila u okviru oslobodilačkog pokreta autonomiju kao pokrajina, s obzirom na povijesno, ekonomsko i kulturno značenje, kao i postojanje većeg broja pripadnika nacionalnih manjina. Skupština izaslanika naroda Vojvodine 31. srpnja 1945. u Novom Sadu odlučila je da Autonomna Vojvodina uđe u sastav Federalne Srbije.
Tijekom rata ubijena je, nestala ili prognana gotovo cijela židovska populacija Vojvodine, a počinjeni su veliki zločini i nad ostalim stanovništvom.
Nakon poraza fašističke vlasti i dolaska komunista na čelu s Josipom Brozom Titom, dolazi do protjerivanja nesrpskog pučanstva i ubojstava istaknutijih pojedinaca (većina Vojvođanskih Nijemaca, popularni Folksdojčeri protjerani su u Njemačku). Umjesto njih, u njihove napuštene kuće doseljava se novi val srpskog stanovništva, kolonista, iz Like, Bosne i Hercegovine i Crne Gore.

### Poslijeratna Vojvodina
Vojvodina je poslije drugog svjetskog rata priključena Srbiji, iako je imala velik udio Nesrba.
Sjeverna Bačka je bila etnički hrvatska, ali se njeno nepriključivanje Hrvatskoj objašnjavalo "ekonomskom racionalnošću". Također, Srbi su željeli priključiti i cijeli Srijem i Baranju, ali su u tome spriječeni radom nepristrane komisije i etničkim popisom stanovništva. Unatoč svemu Vojvodini je priključen grad i kotar Šid (koji je bio u Banovini Hrvatskoj) i i
Istočni Srijem (koji je bio mješovit kao dio NDH).
Predstavnici naroda Vojvodine su se na skupštini izaslanika naroda Vojvodine u Novom Sadu 30. i 31. srpnja 1945. godine izjasnili za uključenje Autonomne Vojvodine u Federalnu državu Srbiju (češće se spominje naziv Federalna Srbija iako je prethodno naveden naziv službeni), iako je bilo i govora o tome da Vojvodina dobije status republike, postojala je također i namjera da bivša Dubrovačka Republika dobije status barem pokrajine, čime je ušutkano protivljenje hrvatskog SK.
Vojvodina postaje autonomna pokrajina Federalne Srbije s ograničenom autonomijom (1945. godine). Umjesto ranijeg imena (Dunavska banovina), pokrajini je vraćen prethodni naziv – Vojvodina. Glavni grad pokrajine je ostao Novi Sad, a pokrajina je dobila današnje granice, koje uključuju istočni Srijem, zapadni Banat, Bačku i vrlo mali dio Mačve, na desnoj obali rijeke Save, dok je grad Zemun izuzet iz Srijema i priključen izravno Srbiji kao i Pančevački rit koji je izuzet iz Banata. Ustavom iz 1963. godine Vojvodina dobiva i vlastiti Ustavni sud.
Ustavom iz 1974. pokrajine dobivaju gotovo ista prava kao i republike, a pokrajinski statut dignut je na razinu Ustava SAP Vojvodine.  "Događanje naroda" odnosno Jogurt revolucija 1988. dovodi do instaliranja tvrdolinijaških jugo-unitarista i prinudne uprave u pokrajini, izabrani dužnosnici daju ostavke kako bi svoja mjesta ustupili Miloševićevim aparatčicima.  Autonomija Vojvodine u odnosu na Srbiju slabi i tijekom 1989. godine, da bi donošenjem Ustava Srbije iz 1990. bila smanjena na razinu iz 1946. odnosno zapravo ukinuta jednostranom i protuustavnom odlukom režima Slobodana Miloševića. O protuustavnosti se Ustavni sud SFRJ nažalost nije izjasnio, ali je 1988. imao vremena izjasniti se o neustavnosti odredbe o hrvatskom književnom jeziku u Ustavu SR Hrvatske.
Tijekom 1990-ih godina velikosrpski šovinisti su za vrijeme napada na Hrvatsku raznim mjerama zastrašivanja i fizičkih prijetnja etnički očistili velik dio Vojvodine od njenih Hrvata, iako je ta nacionalna zajednica bila izrazito mirna. Velikosrbi su od Hrvata etnički očistili Srijem u velikoj mjeri, a u manjoj mjeri i Bačku i Banat. Procjene o broju Hrvata koji su bili protjerani iz Vojvodine variraju, od 45.000 do većih 70.000. Antihrvatska politika se nije zaustavljala samo na prijetnjama, nego se i drugim mjerama negiralo postojanje Hrvata. Tako hrvatska manjina uopće nije bila priznatom manjinom. Pored toga su velikosrpske vlasti u SRJ, kasnije SiCG, razbijale hrvatsku nacionalnu zajednicu promicanjem izmišljenih nacija na štetu hrvatske, na način da su podupirale prikazivanje hrvatskih etničkih skupina Bunjevaca i Šokaca kao posebne nacije, kojima su odricale ikakvu vezu s Hrvatima. Ipak, vremenom se situacija poboljšala, posebice nakon što su pokretači rata na Hrvatsku i Hrvate završili u haaškom zatvoru.
Dolaskom novih demokratskih snaga na vlast u Srbiji i Vojvodini, nakon 5. listopada 2000., dolazi do normalizacije odnosa između Izvršnog Vijeća Vojvodine i Vlade Republike Srbije, jer je na osnovi izbornih rezultata od 120 poslaničkih mjesta u Skupštini APV, 118 pripalo koaliciji Demokratska opozicija Srbije (DOS), a po jedno Socijalističkoj partiji Srbije (SPS) Slobodana Miloševića i Jugoslavenskoj udruženoj ljevici (JUL) njegove supruge Mirjane Marković. Donošenjem takozvanog Omnibus Zakona vraćena je Ustavom zajamčena nadležnost AP Vojvodine nad 128 značajnih oblasti u okviru gospodarstva, prometa, kulture, medija, obrazovanja i drugih.
Vojvodina je uspjela očuvati svoj multietnički karakter, usprkos protjerivanju velikog djela hrvatskog pučanstva 1990-ih godina i stvaranju novih nacija "Bunjevaca" i "Šokaca" od lokalnih Hrvata, odnosno potpunom službenom neprihvaćanju postojanja Hrvata u Srbiji.
Tolerancija je prava crta starosjeditelja (nađoša, Lala), u suprotnosti s kolonistima (dođošima). U Vojvodini je i nastala izreka Komšija, pa Bog....

## Politika
- Vojvođanski pokrajinski izbori 2004. godine

## Vanjske poveznice
- Službena stranica AP Vojvodine
- Vijeće europskih regija  Arhivirana inačica izvorne stranice od 25. listopada 2004. (Wayback Machine)
- Hrvatska riječ Postoje li hrvatski toponimi u Vojvodini?
- Radio-Subotica  Arhivirana inačica izvorne stranice od 17. kolovoza 2011. (Wayback Machine) Osnivanje Zavoda za kulturu vojvođanskih Hrvata
- (srp.) Nacrt Osnovnog zakona APV  Arhivirana inačica izvorne stranice od 7. travnja 2005. (Wayback Machine)
- (srp.) Dnevnik  Arhivirana inačica izvorne stranice od 27. rujna 2007. (Wayback Machine) Živeti zajedno' – Nacionalne manjine u Vojvodini: Hrvati – Pravi test vojvođanske tolerancije
- (srp.) Manjine u Vojvodini  Arhivirana inačica izvorne stranice od 13. srpnja 2009. (Wayback Machine) Koliko se poznajemo?

| Portal:Europa | Portal:Europa |

### Ostali projekti
|  | Zajednički poslužitelj ima još gradiva o temi Vojvodina |
|  | Zajednički poslužitelj sadrži atlas Vojvodine           |